# Бунер (округ)
Бунер (урду ضلع بونیر‎, англ. Buner District) — один из 24 округов пакистанской провинции Хайбер-Пахтунхва.

## Географическое положение
Бунер граничит с округами: Сват и Шангла (на севере), Малаканд и Мардан (на западе), Сваби (на юге), Маншехра и Харипур (на востоке).

## История
Округ Бунер — это небольшая по площади территория, на которой расположено множество населённых пунктов. Разделён на шесть техсилов. До 2000 года Бунер был частью округа Малаканд.
В начале апреле 2009 года талибы захватили контроль над округом Бунер, после короткого боя с местными жителями (которых не поддержали подразделения пакистанской армии). После победы талибов, в округе были установлены законы шариата. Были ликвидированы видео-магазины, было запрещено сбривать бороду, женщинам нельзя было появляться во многих общественных местах. 29 апреля 2009 года армейские подразделения Пакистана начали контратакующие действия в регионе, вступив в бой талибами. К концу мая 2009 года округ Бунер был очищен от талибов, Исламабад восстановил контроль над этой территорией.